# 藤原良世
藤原 良世（ふじわら の よしよ）は、平安時代初期から前期にかけての公卿。藤原北家、左大臣・藤原冬嗣の八男。官位は従二位・左大臣、贈従一位。致仕大臣と号した。

## 経歴
承和8年（841年）内舎人に任官、仁明朝では左馬権少/大允・右兵衛大尉を歴任する。
嘉祥3年（850年）文徳天皇の即位に伴い蔵人に任ぜられ、右衛門少尉次いで同大尉を兼ね、翌仁寿元年（851年）に従五位下に叙爵。こののち、文徳朝では兵衛佐・衛門佐を歴任する。兄・良房が太政大臣に任ぜられた斉衡4年（857年）に従五位上に叙せられると、天安2年（858年）清和天皇の即位に前後して正五位下・右近衛少将、貞観2年（860年）従四位下、貞観6年（864年）従四位上・蔵人頭、貞観10年（868年）正四位下と以降は順調に昇進し、貞観12年（870年）参議に任ぜられ公卿に列した。またこの間の貞観2年（860年）には姉で皇太后・順子の大夫に任ぜられている。
文徳朝から清和朝中期の良世が五位から公卿に昇進するまでの官人としての立身時期は、丁度、兄・良房が権勢を得ていた時期と重なっており、これと争う事なく従った事で、順調な昇進を果たしている。これは文徳天皇の側近として蔵人・右近衛中将を歴任し、次期皇位継承を巡って良房と天皇の対立が緊迫化した天安元年（857年）に突如越前権守に左遷されて中央政界から排除された異母兄・良仁（冬嗣七男）とは対照的である。また、請田正幸は『公卿補任』の良房に関する記述形式や、良世が『興福寺縁起』において良房が両親の為に始めた興福寺の長講会が自分が引き継がなければならないと述べている事を根拠に、良房と良世は同母兄弟（大庭王の娘の所生）とする説を唱えている。請田説によれば、良世は清和天皇に近い外戚の1人という事になる。
貞観14年（872年）兄・良房が薨去するが、同年従三位・中納言、貞観19年（877年）正三位、元慶6年（882年）大納言、寛平3年（891年）右大臣、寛平5年（893年）従二位と、清和・陽成・光孝・宇多朝にかけても順調に昇進を続けた。寛平7年（895年）左大臣・源融の薨去により太政官の首班を占め、翌寛平8年（896年）には左大臣に任ぜられるが、同年致仕し致仕大臣と呼ばれた。
醍醐朝の昌泰3年（900年）長く皇太后宮大夫・太皇太后宮大夫として仕えた太皇太后・藤原明子の崩御に遅れること約半年の11月18日薨御。没後従一位の贈位を受けた。
一説に藤氏長者の初代にも擬せられ、長者として『興福寺縁起』を撰した事でも知られる。

## 官歴
注記のないものは『六国史』による。
- 承和8年（841年） 8月14日：内舎人[4]
- 承和14年（847年） 正月12日：左馬権少允[4]。4月13日：左馬大允[4]
- 承和15年（848年） 4月23日：右兵衛大尉[4]
- 嘉祥3年（850年） 4月：蔵人[4]。4月：右衛門少尉[4]。5月：右衛門大尉[4]
- 時期不詳：正六位上
- 仁寿元年（851年） 11月26日：従五位下
- 仁寿2年（852年） 2月15日：右兵衛権佐
- 仁寿3年（853年） 8月：左兵衛権佐[4]
- 仁寿4年（854年） 正月16日：右兵衛佐
- 斉衡2年（855年） 正月15日：伊予介
- 斉衡4年（857年） 正月7日：従五位上
- 天安2年（858年） 9月14日：右近衛権少将。9月23日：右近衛少将、伊予介如元。11月7日：正五位下
- 貞観2年（860年） 8月26日：従四位下、皇太后宮大夫（皇太后・藤原順子）[4]
- 貞観6年（864年） 正月7日：従四位上。正月16日：兼讃岐権守。正月：蔵人頭[4]
- 貞観10年（868年） 12月9日：正四位下
- 貞観12年（870年） 正月13日：参議
- 貞観14年（872年） 2月15日：兼讃岐守[4]。8月25日：従三位、中納言
- 貞観17年（875年） 2月27日：右近衛大将
- 貞観19年（877年） 正月3日：正三位
- 元慶4年（880年） 正月11日：兼按察使[4]
- 元慶6年（882年） 正月10日：大納言
- 仁和5年（889年） 正月6日：左近衛大将[4]
- 寛平2年（890年） 10月：服解[4]。12月：復任[4]
- 寛平3年（891年） 3月19日：右大臣。3月29日：氏長者[4]
- 寛平5年（893年） 正月21日：従二位[4]。2月22日：止左近衛大将[4]
- 寛平6年（894年） 7月：勅許車
- 寛平8年（896年） 7月16日：左大臣。12月25日：致仕
- 昌泰3年（900年） 11月18日：薨御。日付不詳：贈従一位

## 系譜
『尊卑分脈』による。
- 父：藤原冬嗣
- 母：大庭王の娘[5]
- 妻：船副使麻呂の娘
  - 五男：藤原邦基（874-932）
- 妻：紀豊春の娘（勢子?）
  - 七男：藤原恒佐（879-938）
- 生母不詳の子女
  - 長男：藤原佐命
  - 二男：藤原時佐
  - 三男：藤原有佐
  - 四男：藤原清真
  - 六男：藤原公忠
  - 八男：藤原恒風
  - 女子：藤原意住子（大原野神齊）[6]